# Orthotylus
Orthotylus is een geslacht van wantsen uit de familie blindwantsen. Het geslacht werd voor het eerst wetenschappelijk beschreven door Fieber in 1858 .

## Soorten
Het genus bevat de volgende soorten:

- Orthotylus aeseulicola Blinn, 1987
- Orthotylus angeloi Carvalho, 1986
- Orthotylus anjuanensis Carvalho, 1985
- Orthotylus argentinus (Carvalho, 1985)
- Orthotylus aureopubescens (Carvalho & Schaffner, 1973)
- Orthotylus azalais Kirkaldy, 1902
- Orthotylus bahianus Carvalho, 1976
- Orthotylus bonaerensis (Carvalho & Carpintero, 1986)
- Orthotylus calderensis (Carvalho & Carpintero, 1991)
- Orthotylus catarinensis Carvalho, 1985
- Orthotylus chapadensis Carvalho, 1985
- Orthotylus chilensis Carvalho & Fontes, 1973
- Orthotylus costai Kerzhner & Schuh, 1995
- Orthotylus cruciatus Van Duzee, 1916
- Orthotylus cyanescens Carvalho & Ferreira, 1986
- Orthotylus daphne Kirkaldy, 1902
- Orthotylus esavianus Carvalho & Ferreira, 1986
- Orthotylus flemingi Schwartz & Scudder, 2003
- Orthotylus hazeltoni Kerzhner & Schuh, 1995
- Orthotylus iolani Kirkaldy, 1902
- Orthotylus josei (Carvalho, 1985)
- Orthotylus kanakanus Kirkaldy, 1902
- Orthotylus kassandra Kirkaldy, 1902
- Orthotylus kekele Kirkaldy, 1902
- Orthotylus leonardi Kerzhner & Schuh, 1995
- Orthotylus manauensis Carvalho, 1983
- Orthotylus matrogrossensis Carvalho, 1985
- Orthotylus membranosus (Carvalho & Costa, 1992)
- Orthotylus minensis (Carvalho, 1985)
- Orthotylus missionensis Carvalho, 1985
- Orthotylus mourei (Carvalho, 1985)
- Orthotylus nigroluteus Carvalho & Ferreira, 1986
- Orthotylus orientalis Poppius, 1915
- Orthotylus perkinsi Kirkaldy, 1902
- Orthotylus platensis Carvalho & Fontes, 1973
- Orthotylus riodocensis Carvalho, 1986
- Orthotylus roppai Carvalho, 1985
- Orthotylus roseipennis Reuter, 1905
- Orthotylus saltensis (Carvalho, 1985)
- Orthotylus seabrai Carvalho, 1985
- Orthotylus sidnicus (Stål, 1859)
- Orthotylus singularis Carvalho & Carpintero, 1991
- Orthotylus subtropicalis Kerzhner & Schuh, 1995
- Orthotylus sulinus Carvalho & Wallerstein, 1978
- Orthotylus sumaloensis (Carvalho & Carpintero, 1992)
- Orthotylus tantali (Perkins, 1912)
- Orthotylus taxodii Knight, 1941
- Orthotylus vanettii Carvalho & Ferreira, 1986
- Orthotylus vermelhensis (Carvalho & Costa, 1992)
- Orthotylus vianai Carvalho & Carpintero, 1991

Subgenus Ericinellus Linnavuori, 1994
- Orthotylus ericinellae Poppius, 1914
- Orthotylus selene Linnavuori, 1994

Subgenus Kiiorthotylus Yasunaga, 1993
- Orthotylus gotohi Yasunaga, 1993

Subgenus Labopidea Uhler, 1877
- Orthotylus algens Vinokurov, 1982
- Orthotylus artemisiae J. Sahlberg, 1878
- Orthotylus bermani Kerzhner, 1988
- Orthotylus discolor J. Sahlberg, 1878
- Orthotylus lenensis Lindberg, 1928
- Orthotylus turanicus Reuter, 1883

Subgenus Litocoris Fieber, 1861
- Orthotylus albovittatus Reuter, 1901
- Orthotylus ericetorum (Fallén, 1807)
- Orthotylus stysi Koziskova, 1967

Subgenus Melanotrichus Reuter, 1865
- Orthotylus achilleae V.G. Putshkov, 1979
- Orthotylus arabicus Wagner, 1962
- Orthotylus arthrophyti Wagner, 1969
- Orthotylus calichi Tamanini, 1980
- Orthotylus caviceps Wagner, 1971
- Orthotylus ceratoides Muminov, 1990
- Orthotylus choii Josifov, 1976
- Orthotylus contrarius (Wagner, 1953)
- Orthotylus creticus Wagner, 1977
- Orthotylus curvipennis Reuter, 1875
- Orthotylus dimorphus Wagner, 1958
- Orthotylus divisus Linnavuori, 1961
- Orthotylus dumosus Seidenstücker, 1971
- Orthotylus fieberi Frey-Gessner, 1864
- Orthotylus flaviceps Wagner, 1974
- Orthotylus flavosparsus (C. Sahlberg, 1842)
- Orthotylus globiceps Wagner, 1976
- Orthotylus gracilis Reuter, 1900
- Orthotylus halaibicus Linnavuori, 1975
- Orthotylus halophilus Lindberg, 1953
- Orthotylus hirtulus Wagner, 1951
- Orthotylus intricatus Wagner, 1975
- Orthotylus josifovi Wagner, 1959
- Orthotylus korbanus Wagner, 1977
- Orthotylus lesbicus Wagner, 1975
- Orthotylus lethierryi Reuter, 1875
- Orthotylus martini Puton, 1887
- Orthotylus minutus Jakovlev, 1877
- Orthotylus moncreaffi (Douglas & Scott, 1874)
- Orthotylus monticolus Linnavuori, 1975
- Orthotylus nigricollis Wagner, 1962
- Orthotylus nocturnus Linnavuori, 1974
- Orthotylus nymphias Linnavuori, 1974
- Orthotylus palustris Reuter, 1888
- Orthotylus parvistylus Wagner, 1971
- Orthotylus parvulus Reuter, 1879
- Orthotylus pusillus Reuter, 1883
- Orthotylus rubidus (Puton, 1874)
- Orthotylus rudbaricus Linnavuori, 1997
- Orthotylus salicorniae Lindberg, 1953
- Orthotylus salsolae Reuter, 1875
- Orthotylus schoberiae Reuter, 1876
- Orthotylus tantanus Wagner, 1971
- Orthotylus turcmenorum V.G. Putshkov, 1976
- Orthotylus viridissimus Linnavuori, 1961
- Orthotylus zorensis Wagner, 1975

Subgenus Neomecomma Southwood, 1953
- Orthotylus candidatus Van Duzee, 1916

Subgenus Neopachylops Wagner, 1956
- Orthotylus adenocarpi (Perris, 1857)
- Orthotylus beieri Wagner, 1942
- Orthotylus concolor (Kirschbaum, 1856)

Subgenus Orthotylus Fieber, 1858
- Orthotylus acacicola Lindberg, 1958
- Orthotylus aceris Lindberg, 1940
- Orthotylus affinis Van Duzee, 1916
- Orthotylus aineias Linnavuori, 1994
- Orthotylus akastos Linnavuori, 1994
- Orthotylus akheloos Linnavuori, 1994
- Orthotylus alaiensis Reuter, 1883
- Orthotylus alni Knight, 1923
- Orthotylus althaia Linnavuori, 1994
- Orthotylus angulatus Uhler, 1895
- Orthotylus asper Linnavuori, 1975
- Orthotylus attali Morkel & Wyniger, 2009
- Orthotylus basicornis Knight, 1923
- Orthotylus bobo Linnavuori, 1994
- Orthotylus boreellus (Zetterstedt, 1828)
- Orthotylus brunneus Van Duzee, 1916
- Orthotylus celtidis Henry, 1979
- Orthotylus compactus Linnavuori, 1975
- Orthotylus contrastus Van Duzee, 1925
- Orthotylus cornupunctas Ghauri, 1972
- Orthotylus cuneatus Carvalho, 1985
- Orthotylus digitus Carapezza, 1997
- Orthotylus dodgei Van Duzee, 1921
- Orthotylus dorsalis Provancher, 1872
- Orthotylus eleagni Jakovlev, 1881
- Orthotylus elongatus Wagner, 1965
- Orthotylus erinaceae Wagner, 1977
- Orthotylus farcha Linnavuori, 1994
- Orthotylus flavinervis (Kirschbaum, 1856)
- Orthotylus formosus Van Duzee, 1916
- Orthotylus fraternus Van Duzee, 1916
- Orthotylus fuscicornis Knight, 1927
- Orthotylus fuscipennis Yasunaga, 1999
- Orthotylus hamatus Van Duzee, 1918
- Orthotylus harryi Kerzhner & Schuh, 1995
- Orthotylus ife Linnavuori, 1994
- Orthotylus indigoferae Linnavuori, 1975
- Orthotylus interpositus Schmidt, 1938
- Orthotylus japonicus Yasunaga, 1999
- Orthotylus juglandis Henry, 1979
- Orthotylus katmai Knight, 1921
- Orthotylus kenamuke Linnavuori, 1975
- Orthotylus knighti Van Duzee, 1916
- Orthotylus kogurjonicus Josifov, 1992
- Orthotylus kurilensis Kerzhner, 1997
- Orthotylus languidus Van Duzee, 1916
- Orthotylus lateralis Van Duzee, 1916
- Orthotylus leokhares Linnavuori, 1990
- Orthotylus mafraq Linnavuori & Al-Safadi, 1993
- Orthotylus marginalis Reuter, 1884
- Orthotylus massawanus Linnavuori, 1975
- Orthotylus masuttii Linnavuori, 1977
- Orthotylus melanotylus Kerzhner, 1962
- Orthotylus mentor Linnavuori, 1994
- Orthotylus minuendus Knight, 1925
- Orthotylus modestus Van Duzee, 1916
- Orthotylus molliculus Van Duzee, 1916
- Orthotylus mollis Linnavuori, 1975
- Orthotylus mundricus Linnavuori, 1994
- Orthotylus nassatus (Fabricius, 1787)
- Orthotylus necopinus Van Duzee, 1916
- Orthotylus neglectus Knight, 1923
- Orthotylus nigricornis Linnavuori, 1976
- Orthotylus notabilis Knight, 1927
- Orthotylus nubaensis Linnavuori, 1975
- Orthotylus nyctalis Knight, 1927
- Orthotylus obscurus Reuter, 1875
- Orthotylus ochrotrichus Fieber, 1864
- Orthotylus ornatus Van Duzee, 1916
- Orthotylus pacificus Van Duzee, 1919
- Orthotylus pallens (Matsumura, 1911)
- Orthotylus pallidulus Reuter, 1904
- Orthotylus paulinoi Reuter, 1885
- Orthotylus pennsylvanicus Henry, 1979
- Orthotylus plucheae Van Duzee, 1925
- Orthotylus polemon Linnavuori, 1975
- Orthotylus populi Drapolyuk, 1991
- Orthotylus prasinus (Fallén, 1826)
- Orthotylus priesneri Schmidt, 1939
- Orthotylus problematicus Linnavuori, 1953
- Orthotylus prunicola Linnavuori, 1984
- Orthotylus psalloides Wagner, 1959
- Orthotylus pullatus Van Duzee, 1916
- Orthotylus quercicola Reuter, 1885
- Orthotylus ramus Knight, 1927
- Orthotylus repandus Linnavuori, 1975
- Orthotylus riparius Kulik, 1973
- Orthotylus robiniae Johnston, 1949
- Orthotylus rossi Knight, 1941
- Orthotylus rubrocuneatus Linnavuori, 1975
- Orthotylus salicis Jakovlev, 1893
- Orthotylus serus Van Duzee, 1921
- Orthotylus sicilianus Wagner, 1954
- Orthotylus siuranus Wagner, 1964
- Orthotylus sophorae Josifov, 1976
- Orthotylus spinosus Knight, 1925
- Orthotylus stratensis Wagner, 1963
- Orthotylus strigilifer Linnavuori, 1975
- Orthotylus submarginatus Say, 1832
- Orthotylus tamarindi Linnavuori, 1975
- Orthotylus tenellus (Fallén, 1807)
- Orthotylus troodensis Wagner, 1961
- Orthotylus uniformis Van Duzee, 1916
- Orthotylus ute Knight, 1927
- Orthotylus vanduzeei Carvalho, 1955
- Orthotylus verticatus Wagner, 1958
- Orthotylus virens (Fallén, 1807)
- Orthotylus viridinervis (Kirschbaum, 1856)
- Orthotylus viridis Van Duzee, 1916
- Orthotylus vittiger Linnavuori, 1975

Subgenus Pachylops Fieber, 1858
- Orthotylus blascoi J. Ribes, 1991
- Orthotylus cornichus Wagner, 1969
- Orthotylus empetri Wagner, 1977
- Orthotylus genisticola Carapezza, 1997
- Orthotylus griseinervis Wagner, 1961
- Orthotylus major (Wagner, 1969)
- Orthotylus maurus Wagner, 1969
- Orthotylus membraneus Lindberg, 1940
- Orthotylus neoriegeri Matocq & Pluot-Sigwalt, 2014
- Orthotylus oschanini Reuter, 1883
- Orthotylus ribesi Wagner, 1976
- Orthotylus smaragdinus Liu, 2009
- Orthotylus spartiicola Reuter, 1904
- Orthotylus thymelaeae Wagner, 1965
- Orthotylus virescens (Douglas & Scott, 1865)

Subgenus Parapachylops Ehanno & Matocq, 1990
- Orthotylus bureschi Josifov, 1969
- Orthotylus caprai Wagner, 1955
- Orthotylus carinatus Wagner, 1968
- Orthotylus hodiernus Linnavuori, 1961
- Orthotylus jordii Pagola-Carte & Zabalegui, 2006
- Orthotylus junipericola Linnavuori, 1965
- Orthotylus mariagratiae Carapezza, 1984
- Orthotylus matocqi Carapezza, 1997
- Orthotylus putshkovi Josifov, 1974

Subgenus Pinocapsus Southwood, 1953
- Orthotylus alashanensis Tian & Bai, 1999
- Orthotylus callitris Lindberg, 1940
- Orthotylus cupressi Reuter, 1883
- Orthotylus fuscescens (Kirschbaum, 1856)
- Orthotylus gemmae Gessé & Goula, 2003
- Orthotylus sabinae Tian & Bai, 1999
- Orthotylus thaleia Linnavuori, 1999

Subgenus Pseudorthotylus Poppius, 1914
- Orthotylus bilineatus (Fallén, 1807)

Subgenus Yamatorthotylus Yasunaga, 1999
- Orthotylus xanthopoda Yasunaga, 1999